# Wer kann, der kann! USA
Wer kann, der kann! USA (Originaltitel: Nailed It!) ist eine US-amerikanische Fernsehsendung des Video-on-Demand-Anbieters Netflix. In der Sendung treten drei Amateurbäcker an, um vorgegebene kreativ gestaltete Kuchen oder Süßwaren möglichst genau nachzubacken. Die Erstausstrahlung fand am 9. März 2018 statt. Der ursprünglich deutsche Titel Das Gelbe vom Ei wurde von Netflix im Sommer 2019 geändert.

## Format
Eine Sendung besteht aus zwei Runden, in der drei Amateurbäcker gegeneinander antreten. In der ersten Runde namens Baker's Choice müssen die Kandidaten aus drei vorhandenen Süßwaren je eine auswählen und diese dann innerhalb der von der Jury vorgegebenen Zeit nachkreieren. Die Jury besteht dabei aus der Moderatorin Nicole Byer und dem Chocolatier und Feinbäcker Jacques Torres sowie einem je Sendung wechselnden Gastjuror. Nach Ablauf der Zeit werden die nachkreierten Süßwaren nach Aussehen und Geschmack von der Jury bewertet. Der Gewinnende dieser Runde erhält einen Sonderpreis – wie z. B. eine Küchenmaschine – und eine goldene Kochmütze, die er in der zweiten Runde tragen muss.
In der zweiten Runde Nail It or Fail It erhalten die Kandidaten wesentlich mehr Zeit als in der ersten Runde, um einen aufwendig gestalteten Kuchen nachzubacken und nachzugestalten. Jeder Kandidat erhält dabei einen „Panikknopf“. Beim Drücken dieses Knopfs erhält der Kandidat drei Minuten Unterstützung von einem Jurymitglied. Der Kandidat mit der schlechtesten Leistung in der ersten Runde erhält zusätzlich einen Knopf, der bei Betätigung die beiden anderen Kandidaten in ihrer Arbeit beeinträchtigen kann, wie z. B. drei Minuten Tätigkeitsverbot. Die Funktion dieses Knopfes variiert je Sendung. Nach Ablauf der Zeit werden die geschaffenen Kuchen wie in der ersten Runde beurteilt. Der Gewinner der zweiten Runde erhält ein Preisgeld von 10.000 US-Dollar und eine Trophäe.

## Staffeln
| Staffel         | Episoden | Erstveröffentlichung |
| --------------- | -------- | -------------------- |
| 1               | 6        | 9. März 2018         |
| 2               | 7        | 29. Juni 2018        |
| Merry Christmas | 7        | 7. Dezember 2018     |
| 3               | 6        | 17. Mai 2019         |
| Merry Christmas | 6        | 22. November 2019    |
| 4               | 8        | 1. April 2020        |
| 5               | 6        | 26. März 2021        |
| 6               | 6        | 15. September 2021   |

### Staffel 1
| Titel                        | Gastjuror         |
| ---------------------------- | ----------------- |
| Vom ersten Date zur Hochzeit | Sylvia Weinstock  |
| Fantastische Kreationen      | Zac Young         |
| Unter Wasser                 | Valerie Gordon    |
| Forschungsprojekte           | Dave Arnold       |
| Big in Japan                 | Yolanda Gampp     |
| Gesichter                    | Jay Chandrasekhar |

### Staffel 2
| Titel                                   | Gastjuror           |
| --------------------------------------- | ------------------- |
| High Society                            | Jon Gabrus          |
| Fiktiv und köstlich                     | Ron Ben-Israel      |
| Sportliche Snacks                       | Johnny Hekker       |
| Feiertage                               | Waylynn Lucas       |
| Wir backen einen Zoo                    | Art Smith           |
| Nicht von dieser Welt                   | Joshua John Russell |
| Bonus: 3, 2, 1 … Ihr seid nicht fertig! | Antoni Porowski     |

### Wer kann, der kann! Merry ChristmasStaffel 1
| Titel                     | Gastjuror                   |
| ------------------------- | --------------------------- |
| Jingle Fails              | Lauren Lapkus               |
| Winterliche Katastrophen  | Justin Willman              |
| Schlamassel im Anmarsch   | Sylvia Weinstock            |
| Festliche Familienessen   | Gemma Stafford              |
| Essbares Spielzeug        | Ron Funches                 |
| 3, 2, 1, die Zeit ist um! | Jason Mantzoukas            |
| Basteln                   | Jim Noonan und Kate Berlant |

### Staffel 3
| Titel                            | Gastjuror        |
| -------------------------------- | ---------------- |
| Die Marvel-Folge                 | Felicia Day      |
| Kuchenphobie                     | Natalie Sideserf |
| Meister- oder Katastrophenstück? | Betsy Sodaro     |
| Prähistorische Backwaren         | Rosanna Pansino  |
| Oh là là!                        | Hubert Keller    |
| Mode zum Essen                   | Charles Phoenix  |

### Wer kann, der kann! Merry ChristmasStaffel 2
| Titel                                         | Gastjuror        |
| --------------------------------------------- | ---------------- |
| Vermasselte Weihnachtsgeschichte              | Jason Mantzoukas |
| Klassische Weihnachtsdesaster                 | Maya Rudolph     |
| Schalo-missgeschicke!                         | Ron Ben-Israel   |
| Ein Halleluja auf die Bäcker!                 | Bridget Everett  |
| Ein Patzer, zwei Patzer. Ich patze, du patzt! | Jillian Bell     |
| Neues Jahr, neue Desaster                     | David Burtka     |

### Staffel 4
| Titel                          | Gastjuror         |
| ------------------------------ | ----------------- |
| Literarische Ergüsse           | Matt Walsh        |
| Die fetzigen 90er              | Fortune Feimster  |
| Die Schatzjäger                | Gemma Stafford    |
| Streitwagen des Versagens      | Gabrielle Douglas |
| Dschungelpfusch                | Rachel Fong       |
| Willkommen im Wilden Westen!   | Adam Scott        |
| Eine Wissenschaft für sich     | Valerie Gordon    |
| Ja, ich will... nicht versagen | Christina Tosi    |

### Staffel 5
| Titel                                          | Gastjuror      |
| ---------------------------------------------- | -------------- |
| Ein göttliches Chaos                           | Andrea Savage  |
| Der Burbank-Jahrmarkt                          | Ron Funches    |
| Wir werden einen größeren Kuchen brauchen      | Lil Rel Howery |
| Donuts im Reiseformat                          | Bobby Lee      |
| Ich habe versagt und kann nicht mehr aufstehen | Brian Posehn   |
| Kaum zu glauben, dass es Kuchen ist!           | ASAP Ferg      |

### Staffel 6
| Titel                             | Gastjuror          |
| --------------------------------- | ------------------ |
| Tierparty                         | Wayne Brady        |
| Einfach überirdisch               | Sam Richardson     |
| C’est Jacques!                    | Big Freedia        |
| Süße Geschichtsstunde             | Sasheer Zamata     |
| In meinem Mund steigt eine Party! | Reggie Watts       |
| Aufwühlende Gartenarbeit          | June Diane Raphael |

## Internationale Versionen
Es gibt bereits eine Staffel der mexikanischen Version Wer kann, der kann! Mexiko, moderiert von Omar Chaparro und Anna Ruiz. Seit Oktober 2019 sind die französische und spanische Adaption der Serie bei Netflix verfügbar, am 17. Januar 2020 startete die deutsche Adaption.